# Sirystes sibilator
Sirystes sibilator е вид птица от семейство Tyrannidae, единствен представител на род Sirystes.

## Разпространение
Видът е разпространен в Аржентина, Боливия, Бразилия, Венецуела, Гвиана, Еквадор, Колумбия, Панама, Парагвай, Перу, Суринам и Френска Гвиана.